# Vegas (gruppo musicale)
I Vegas sono un gruppo musicale greco attivo dal 2009 e costituito da tre membri.
È un gruppo folk greco tradizionale.

## Formazione
- ZeRaw
- Melina
- DJ Airth

## Discografia

### Album
- 2009: Vegas
- 2011: Season 2
- 2012: VEGAS...THE STORY SO FAR